# Der Menschen Hörigkeit
Der Menschen Hörigkeit (englisch Of Human Bondage) ist ein Entwicklungsroman von William Somerset Maugham, der 1915 bei Heinemann in London und im selben Jahr bei George H. Doran in New York City erschien. Die Übertragung ins Deutsche kam 1939 heraus. Erzählt wird der Werdegang des 1876 geborenen englischen Mediziners Philip Carey von seinem neunten bis zu seinem dreißigsten Lebensjahr. Philip setzt sich trotz seiner angeborenen Behinderung, einem Klumpfuß, durch. Der Text trägt autobiographische Züge.
Der Romantitel greift Spinozas Postulat von der menschlichen Knechtschaft (De servitute humana) auf, wie es im vierten Buch seiner Ethik geschrieben steht: Philip ist der Geliebten Mildred wider besseres Wissen hörig.

## Inhalt
Als 1885 die Mutter Helen Carey stirbt, wird Philip von Onkel William und Tante Louisa in Blackstable, einem Fischerdorf im Osten der Grafschaft Kent, aufgenommen. Das kinderlose Ehepaar ermöglicht dem inzwischen 13-jährigen Jungen die schulische Ausbildung in der King’s School im nahe gelegenen Tercanbury. Vikar William Carey ist der Bruder von Philips Vater, des bereits früher an einer Blutvergiftung verstorbenen Chirurgen Stephen Carey.
Als 18-Jähriger soll Philip nach Oxford gehen. Er soll Geistlicher werden. Daraus wird nichts. Der junge Mann zweifelt an seinem Glauben und begibt sich nach Heidelberg. Dort in Deutschland freundet er sich mit dem 26-jährigen G. Etheridge Hayward, einem angehenden Advokaten, an. Nach dem Tode seines Vaters, eines Landrichters, ermöglicht dem halbgebildeten Literaten Hayward die Erbschaft ein sorgloses Leben auf dem Kontinent. Als 19-Jähriger hört Philip bei Kuno Fischer Vorlesungen über Schopenhauer.
Wieder daheim in Blackstable, beginnt Philip eine Affaire mit Miss Emily Wilkinson, obwohl er nicht in sie verliebt ist. Die weit über 30-Jährige weilt zu Besuch im Hause des Pfarrers. Der junge Mann schläft mit dem Fräulein. Das ist ein Fehler. Miss Wilkinson erweist sich als anhänglich. Schließlich aber muss sie abreisen. Philip beantwortet die Briefflut nachlässig-schleppend. Die Lehre bei dem Londoner Buchprüfer Herbert Carter steht er nicht durch. Als Büromensch völlig fehl am Platze, sucht Philip lieber die Nationalgalerie auf. Mr. Carter hat dienstlich in Paris zu tun und nimmt den Lehrling mit. Philip fühlt sich zum Maler berufen. Paris muss es sein. Gegen den Willen des Onkels steigt er in einem schäbigen Hotel im Quartier Latin in der Nähe der Malschule Armitrano ab. Die 26-jährige Fanny Price hat in England ihren Beruf als Erzieherin aufgegeben und will ebenfalls in Paris Malerin werden. Das Fräulein nimmt den Ankömmling unter die Fittiche. Der alte Mal-Professor Foinet bescheinigt Fanny Talentlosigkeit. Fanny hungert und erhängt sich in ihrem Zimmer. Zusammen mit dem jungen aufstrebenden Maler Frederik Lawson mietet Philip ein billiges Atelier am Boulevard Raspail. Im Freundeskreis lauscht man abends den Philosophien des Alkoholikers Cronshaw, eines heruntergekommenen Dichters, der sich mit Übersetzungen et cetera mühsam über Wasser hält. Nach ein paar Monaten erkennt Philip sein Mittelmaß als Maler. Nach anderthalbjährigem Paris-Aufenthalt streicht er die Segel. Überdies hatte ihm Prof. Foinet auf Befragen vom Maler-Beruf abgeraten. Der Tod Tante Louisas ist äußerer Anlass zur neuerlichen reuigen Rückkehr Philips nach Blackstable. Er erklärt sich nun bereit, Medizin zu studieren. Onkel William, merklich gealtert, befürwortet diese Entscheidung.
Der Student tritt in die Fußstapfen des Vaters; geht wie einstmals dieser ans Londoner St.-Luke-Krankenhaus. Die Patienten dort kommen „aus der Arbeiterklasse: Dockarbeiter, Rollkutscher, Fabrikarbeiter, Kellner...“. Philip bewohnt ein winziges Zimmer. Über ihm wohnt Harry Griffith, ein Medizinstudent im fünften Ausbildungsjahr, dessen Vater als Arzt in Leeds praktiziert. Die beiden Studenten werden Freunde. Es wird nicht nur studiert. Griffith hat manchmal mehrere Freundinnen zugleich. Von der Bekanntschaft mit dem großsprecherischen Börsianer Macalister erhofft sich Philip die gewinnbringende Anlage seines ererbten Vermögens. In einer Teestube in der Parliament Street verliebt sich Philip in die junge Kellnerin Mildred Rogers. Die tiefe – fast über den ganzen restlichen Roman hinweg eindringlich beschriebene – Zuneigung wird nicht erwidert. Philip erkennt genau, dass Mildred nicht besonders klug, ungebildet und ziemlich ordinär ist. Auch ihre flachbrüstige Figur, die ungesunde Gesichtsfarbe und ihre gekünstelte Aufmachung missfallen ihm gründlich. Trotzdem kann er sich nicht gegen seine Leidenschaft wehren, er liebt und hasst Mildred und verabscheut sich gleichzeitig dafür. Nun ahnt er, welche Qualen Emily Wilkinson und Fanny Price ausgestanden haben müssen, als er beide nacheinander links liegen ließ. Mildred, die das Sparen nie erlernt, nutzt Philip schamlos aus. Zögerlich-kalt lässt sie sich mit dem hartnäckigen Liebhaber ein und überrascht ihn sodann mit der Hiobsbotschaft, sie erwarte von dem verheirateten Emil ein Kind. Während jener Vater von drei Kindern Mildred im Stich lässt, hält Philip zu der werdenden Mutter; bezahlt den Unterhalt sowie die gemeinsame Wohnung in der Vauxhall Bridge Road und später in der Kennington Road.
Das kleine Mädchen wird geboren. Philip liebt es wie ein Vater, während Mildred ihm wenig Beachtung schenkt. Mildred lernt Harry Griffith, Philips smarten, ständig verschuldeten Freund kennen. Hinter Philips Rücken beginnen die beiden eine Affaire. Philip ist tief verletzt, stellt den beiden jedoch Geld aus seinen eigenen Ersparnissen zur Verfügung, damit sie miteinander „fortgehen“ können. Er hat die Hoffnung durch diesen selbstlosen Akt endlich von seiner Besessenheit für Mildred loszukommen. Wenig später lernt er durch Lawson die 25-jährige Norah Nasbit kennen. Sie ist geschieden und hält sich und ihr Kind mit dem Verfassen von Groschenromanen über Wasser. Die kluge und optimistische Norah liebt Philip und verwöhnt ihn mit zärtlicher Fürsorge. Mit ihrer Unterstützung schafft er schließlich das medizinische Examen. Das scheinbare Glück dauert allerdings nicht lange, denn durch Zufall trifft er Mildred wieder. Harry Griffith hat ihr längst den Laufpass gegeben, sie hat ihr Kind in Pflege gegeben und verdingt sich inzwischen als Prostituierte. Philip ist von Mitleid und Fürsorge erfüllt; er bietet Mildred an, mit dem Kind in seiner Wohnung unterzukommen, wenn sie als Gegenleistung die Pflichten einer Haushälterin erfüllt. Norah hat er fast sofort vergessen, erst später bekennt er Farbe und trennt sich von ihr. Das Zusammenleben gestaltet sich nicht sehr harmonisch. Mildred ist keine gute Hauswirtschafterin und kann auch nicht mit Geld umgehen. Außerdem kränkt es sie, dass Philip sich zwar um sie kümmert, sie aber inzwischen nicht mehr körperlich begehrt. Nach einigen Wochen eskaliert die Situation, Mildred versucht erfolglos, Philip zu verführen, er weist ihre Annäherungsversuche energisch zurück. Daraufhin demoliert Mildred am folgenden Tag in Philips Abwesenheit die Wohnung, zerschlägt die Einrichtung und zerstört seine Bilder. Als er vom Dienst aus der Klinik zurückkehrt, sind Philips Besitztümer zerstört, Mildred ist verschwunden.
Die restlichen paarhundert Pfund investiert Philip in eine rhodesische Goldmine. Macalister übertölpelt den in Börsenangelegenheiten völlig unbedarften Studenten. Philip verspekuliert sich unglücklich und steht mittellos da, muss das Medizinstudium abbrechen und seine minderwertige Bleibe aufgeben. Hungernd nächtigt er sommers auf der Londoner Parkbank. Lawson sucht er nicht auf, weil er ihm fünf Schilling schuldet. Unterschlupf findet Philip bei dem 48-jährigen Journalisten Thorpe Athelny, einem ehemaligen Gelbsuchtpatienten. Athelny, Vorstand einer elfköpfigen Familie, schlägt sich als Presseagent im Weißwarengeschäft Lynn & Sedley durch. Er bringt den Gast dort als Aufseher unter.
In der Textilbranche besinnt sich Philip seiner zeichnerischen Versuche aus Pariser Zeiten und betätigt sich als Modedesigner für Damenoberbekleidung. Noch einmal trifft er Mildred, die wieder als Prostituierte arbeitet. Sie sucht ihn auf, weil sie Halsschmerzen und ein Ausschlag hat, aber nicht zum Arzt gehen möchte. Philip untersucht sie in ihrem schäbigen Zimmer und erfährt bei der Gelegenheit, dass das kleine Mädchen inzwischen verstorben ist. Mildred hat offenbar Syphilis, Philip versucht, sie von der Prostitution abzuhalten. Sein Bemühen ist vergeblich, Mildred taucht wieder in London unter, diesmal für immer.
Als Onkel William stirbt, tritt Philip sofort dessen Erbe an, kündigt bei Lynn & Sedley und schließt endlich das Medizinstudium ab. Als frisch approbierter Arzt übernimmt er eine Vertretung bei dem etwas raubeinigen Dr. South in Farnley/Dorsetshire. Der alte Arzt bietet dem Berufsneuling die Teilhaberschaft in seiner Praxis an.
In den Sommerferien begleitet Philip die Familie Athelny, die auf dem Land bei der Hopfenernte hilft. Zwischen ihm und der ältesten Tochter Sally kommt es in einer lauen Sommernacht zu Intimitäten, Sally teilt ihm später mit, dass sie möglicherweise schwanger ist. Daraufhin entschließt sich Philip, Dr. Souths großzügige Offerte anzunehmen, Sally zu heiraten und mit ihr nach Farnley zu gehen. Auch als sich herausstellt, dass Sally nicht schwanger ist, bleibt er bei seinem Entschluss.

## Verfilmungen
- 1934 mit Leslie Howard und Bette Davis
- 1946 mit Paul Henreid und Eleanor Parker[12]
- 1964 mit Laurence Harvey und Kim Novak[13]

## Ausgaben in deutscher Sprache
- Der Menschen Hörigkeit. Aus dem Englischen von Renate Seiller. Rascher Verlag, Zürich 1939.
- Der Menschen Hörigkeit. Berechtigte Übertragung aus dem Englischen von Mimi Zoff. Rascher Verlag, Zürich 1954.
- Der Menschen Hörigkeit. Aus dem Englischen von Mimi Zoff und Susanne Feigl. Diogenes-Verlag, Zürich 1972. ISBN 3-257-00924-0.
- Der Menschen Hörigkeit. Aus dem Englischen von Mimi Zoff und Susanne Feigl. Diogenes, Zürich 2012. ISBN 3-257-24207-7

## Anmerkung
1. ↑  Da der Roman nicht „Des Menschen Hörigkeit“ heißt, wird vermutlich zusätzlich auf das Inverse verwiesen: Unerwidert bis an die Grenze der Hörigkeit lieben außer Philip noch Emily Wilkinson, Fanny Price, Norah Nasbit und anfangs Sally Athelny (siehe auch Artikel).